# 于尔根·西蒙
于尔根·西蒙（德語：Jürgen Simon，1938年1月10日—2003年10月26日），德国男子自行车运动员。他曾代表德国联队参加1960年夏季奥林匹克运动会自行车比赛，联同洛塔尔·施特贝尔获得一枚银牌。